# 이야기 도시
《이야기 도시》(영어: Spin City 스핀 시티[*])는 1996년부터 2002년까지 ABC에서 방영한 미국의 시트콤 텔레비전 시리즈로, 뉴욕 시청이 주요 무대이다. 제작 총지휘는 게리 데이비드 골드버그와 빌 로런스가 담당했다.
1998년 주연 마이클 J. 폭스가 파킨슨병 발병을 알린 뒤 일 부담을 줄여주기 위해 헤더 로클리어가 새로 투입되었다. 폭스는 결국 병 관련 활동에 집중하기 위해 시즌 4를 끝으로 하차하였고 공동 기획자이자 책임 제작자 빌 로런스를 비롯하여 일부 출연진·작가진·제작진이 함께 이 시리즈를 떠났다. 남은 제작진이 새 주인공을 내세워 계속 작품을 진행하기로 결정하면서 2000년 시즌 5부터 간판이 찰리 신으로 교체되었다.
2002년 5월 ABC가 시리즈를 취소하였다.
마이클 J. 폭스는 이 시리즈로 골든 글로브 코미디·뮤지컬 텔레비전 시리즈 부문 남우주연상을 제55회(1998), 제56회(1999), 제57회(2000) 3년 연속 수상했으며, 프라임타임 에미상 코미디 시리즈 부문 남우주연상 후보에 1997년부터 네 차례 연이어 후보로 오른 끝에 2000년 제52회에 수상에 성공하였다. 찰리 신도 이 시리즈를 통해 2002년 제59회 골든 글로브 코미디·뮤지컬 텔레비전 시리즈 부문 남우주연상을 수상했다. 헤더 로클리어는 골든 글로브 코미디·뮤지컬 텔레비전 시리즈 부문 여우주연상 후보에 두 번 지명되었다.
이 시리즈는 이성애자 남성 인물 스튜어트와 게이 인물 카터가 친밀한 우정을 수립하는 과정을 주요 소재 중 하나로 다루어 미국 텔레비전사에서 중요한 분수령이 되었다.
주요 출연자 중 하나인 빅토리아 딜러드도 하차 5년 뒤인 2005년 38세 나이에 파킨슨병 진단을 받았다.

## 개요
가상의 뉴욕시 지방 정부에서 일하는 시청 직원들이 랜들 윈스턴 시장이 저지르는 갖은 실수를 그럴싸하게 덮어(spin) 대중 이미지를 제고하며 도시를 이끌어나간다.
중심 인물인 부시장 마이크(마이클 J. 폭스 분)는 시장이 부지불식간에 마피아와 관계를 맺어왔다는 사실을 알게 된 후 시장, 그리고 함께 어려움을 겪게 될 참모진을 위기에서 구하기 위해 자신이 죄를 다 뒤집어쓰고 시청을 떠난다.
이후 마이크는 워싱턴 D.C.에서 환경 로비스트로 활동하고 있으며 마이클 J. 폭스가 다른 시트콤 《사랑의 가족》(1982-89)에서 맡은 인물인 젊은 상원 의원 앨릭스 P. 키턴과 만났다는 후일담이 전해지고, 새 부시장으로 찰리(찰리 신 분)가 부임한다.

## 출연진
| 배우              | 배역             | 시즌 1    | 시즌 2    | 시즌 3    | 시즌 4    | 시즌 5    | 시즌 6    | 출연 화수 |
| ----------------- | ---------------- | --------- | --------- | --------- | --------- | --------- | --------- | --------- |
| 마이클 J. 폭스    | 마이크 플래허티  | 메인      | 메인      | 메인      | 메인      | 출연 없음 | 게스트    | 103       |
| 칼라 구지노       | 애슐리 셰이퍼    | 메인      | 출연 없음 | 게스트    | 출연 없음 | 출연 없음 | 출연 없음 | 13        |
| 리처드 카인드     | 폴 토머스 래시터 | 메인      | 메인      | 메인      | 메인      | 메인      | 메인      | 145       |
| 앨런 럭           | 스튜어트 본덱    | 메인      | 메인      | 메인      | 메인      | 메인      | 메인      | 140       |
| 마이클 보트먼     | 카터 헤이우드    | 메인      | 메인      | 메인      | 메인      | 메인      | 메인      | 145       |
| 코니 브리턴       | 니키 페이버      | 메인      | 메인      | 메인      | 메인      | 출연 없음 | 출연 없음 | 100       |
| 알렉산더 채플린   | 제임스 호버트    | 메인      | 메인      | 메인      | 메인      | 출연 없음 | 출연 없음 | 100       |
| 배리 보스트윅     | 랜들 윈스턴 시장 | 메인      | 메인      | 메인      | 메인      | 메인      | 메인      | 144       |
| 빅토리아 딜러드   | 저넬 쿠퍼        | 리커링    | 메인      | 메인      | 메인      | 출연 없음 | 출연 없음 | 91        |
| 제니퍼 에스포지토 | 스테이시 퍼터노  | 출연 없음 | 메인      | 메인      | 출연 없음 | 출연 없음 | 출연 없음 | 46        |
| 헤더 로클리어     | 케이틀린 무어    | 출연 없음 | 출연 없음 | 출연 없음 | 메인      | 메인      | 메인      | 71        |
| 찰리 신           | 찰리 크로퍼드    | 출연 없음 | 출연 없음 | 출연 없음 | 출연 없음 | 메인      | 메인      | 45        |
| 라나 파리야       | 앤지 오도니에스  | 출연 없음 | 출연 없음 | 출연 없음 | 출연 없음 | 메인      | 출연 없음 | 21        |

메인
- 마이클 J. 폭스 - 마이크 플래허티 역: 부시장.
- 찰리 신 - 찰리 크로퍼드 역: 새 부시장.
- 헤더 로클리어 - 케이틀린 무어 역: 상원 의원 선거에 나가게 된 시장의 선거 사무장.
- 배리 보스트윅 - 랜들 윈스턴 시장 역
- 칼라 구지노 - 애슐리 셰이퍼 역: 초반에 마이크와 연애하는 기자.
- 리처드 카인드 - 폴 토머스 래시터 역: 겁이 많고 고자질을 잘하는 공보 담당관.
- 앨런 럭 - 스튜어트 본덱 역: 바람둥이이며 성차별주의자인 수석 보좌관.
- 마이클 보트먼 - 카터 헤이우드 역: 소수 집단 문제 담당 팀장, 자살 충동에 시달리는 늙은 개 래그스를 키우는 흑인 게이.
- 코니 브리턴 - 니키 페이버 역: 금기 소재나 본인 성생활을 자유롭게 논하는 회계사.
- 알렉산더 채플린 - 제임스 레너드 호버트 3세 역: 심약하고 잘 속아넘어가는 연설 원고 작성자.
- 빅토리아 딜러드 - 저넬 쿠퍼 역: 폴과 앙숙이며 똑부러지는 마이크의 비서(후에 시장 비서).
- 제니퍼 에스포지토 - 스테이시 퍼터노 역: 마이크의 새 비서.
- 라나 파리야 - 앤지 오도니에스 역: 마이크의 새 비서 2.

리커링
- 존 해링턴 블랜드
- 실비아 코더스
- 페리 킹
- 하이디 클룸
- 퀸 라티파
- 베스 리틀퍼드
- 로리 로클린
- 폴라 마셜
- 마크 넬슨
- 페이스 프린스
- 데니즈 리처즈
- 샘 로바즈
- 데버라 러시
- 테일러 스탠리
- 배리 위긴스

## 기타 제작진
- 제작 책임: 스티븐 고드쇼
- 협력 제작: 랜들 윈스턴
- 배역: 보니 피니건, 수전 배시
- 미술: 캐벗 맥멀런
- 의상: 퍼트리샤 필드, 토머스 리 켈러

## 방영 일자
| 시즌 | 화수 | 화수 | 최초 방영        | 최초 방영       | 시청 순위 | 평균 시청 가구수 / 평균 시청자수 |
| 시즌 | 화수 | 화수 | 첫 화            | 마지막 화       | 시청 순위 | 평균 시청 가구수 / 평균 시청자수 |
| ---- | ---- | ---- | ---------------- | --------------- | --------- | -------------------------------- |
| 1    | 24   | 24   | 1996년 9월 17일  | 1997년 5월 13일 | 17        | 1,170만                          |
| 2    | 24   | 24   | 1997년 9월 24일  | 1998년 5월 20일 | 47        | 1,200만                          |
| 3    | 26   | 26   | 1998년 9월 22일  | 1999년 5월 25일 | 28        | 1,310만                          |
| 4    | 26   | 26   | 1999년 9월 21일  | 2000년 5월 24일 | 33        | 1,240만                          |
| 5    | 23   | 23   | 2000년 10월 18일 | 2001년 5월 23일 | 53        | 1,080만                          |
| 6    | 22   | 22   | 2001년 9월 25일  | 2002년 4월 30일 | 78        | 840만                            |